# Sawtooth Mountain (Wyoming)
Der Sawtooth Mountain ist ein 3855 m hoher Berg in den Bighorn Mountains im US-Bundesstaat Wyoming. Er befindet sich in einem vom Hauptkamm der Bergkette nach Nordosten abzweigenden Gebirgsgrat und liegt innerhalb der Cloud Peak Wilderness des Bighorn National Forest, wenige Kilometer nordöstlich des höchsten Berges der Bighorn Mountains, dem Cloud Peak. Der Sawtooth Mountain erhebt sich nordwestlich über den South Piney Lakes und südöstlich über den Sawtooth Lakes und liegt im äußersten Nordwesten des Johnson County im Norden Wyomings. Nachbargipfel sind der etwa 2 km nordöstlich gelegene Penrose Peak (3798 m) sowie der Hallelujah Peak (3837 m), rund 2 km nordwestlich.